# Louis Jemison

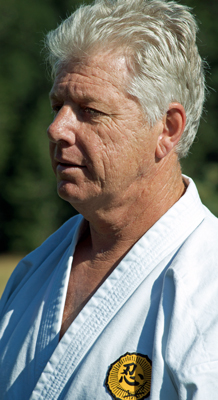
Louis Jemison (2009)

Louis Jemison (* 19. Mai 1952; † 28. Juli 2021) war ein international tätiger, amerikanischer Großmeister der Kampfkunst, Hanshi und Träger des 9. Dan des Shorinji ryu (Karate, Kobudo, Tai Chi Chuan).

Ab seinem 15. Lebensjahr lernte er bei dem Stilbegründer Richard Kim (1917–2001), Hanshi, 10. Dan. Jemison war Präsident des Kokusai Butokukai (International Martial Arts Federation) und des amerikanischen Verbandes Zen Bei Butoku Kai.

## Beruf
Jemison studierte orientalische Geschichte und Sprachen an der University of California at Berkeley.

## Kampfkunst
- 1967 Im Alter beginnt er mit dem Kampfkunstunterricht bei Rod Sanford.
- 1971 1. Dan, Zen Bei Butoku Kai.

## Ehrungen
- 2006 Ernennung zum Kyoshi durch den Kokusai Butokukai.
- 2007 7. Dan Shorinji ryu, Kokusai Butokukai.
- 2013 8. Dan Shorinji ryu, Kokusai Butokukai.
- 2018 Hanshi
- 2021 9. Dan Shorinji ryu, Kokusai Butokukai.